# スウェット

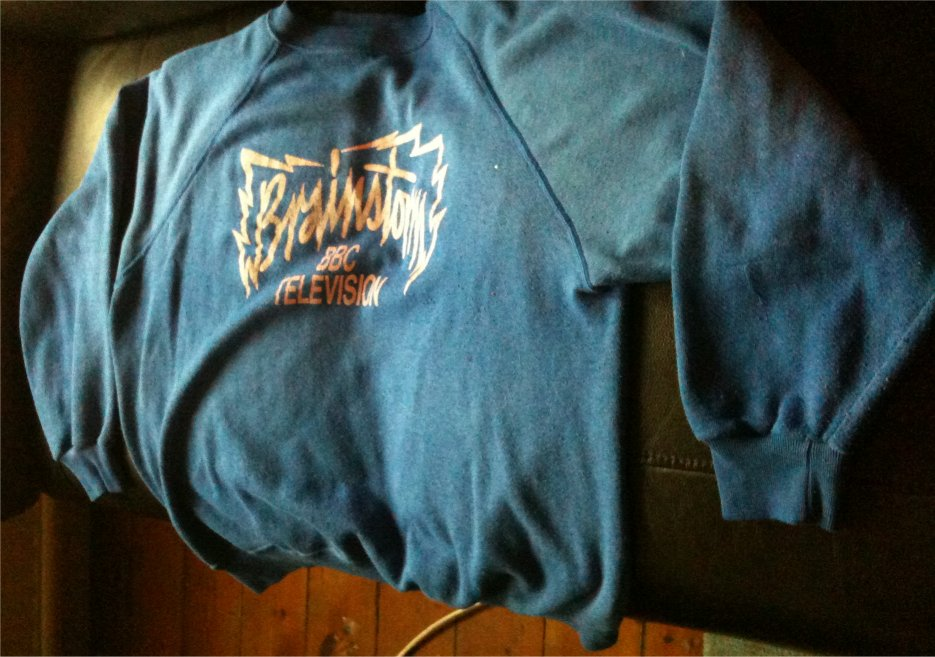
スウェットシャツ

スウェット（英: sweat）とは伸縮性、吸汗性、防寒性に優れた厚手の生地、もしくは、スウェットシャツ、スウェットパンツのこと。
スウェットは、アメリカでスウェットシャツ（英: sweatshirts）と呼ばれる衣服に由来する。スウェットシャツとは、Russell Manufacturing Companyが1920年に開発したコットン製の厚手の生地で作られたプルオーバーのシャツである。同素材で作られたズボンにスウェットパンツ（英: sweatpants）がある。
英語ではスウェットシャツ、スウェットパンツをスウェッツ（英: sweats）と呼ぶことがあるが、生地を指す言葉として使われてはいない。またこれらの衣服はセーターの一種に分類される。

## スウェット生地
生地としてはニットに分類される。スウェットの大きな特徴は生地が二層構造になっている点であり、内側はパイル織りの生地を採用し、外側に平編みの生地を組み合わせる。したがって厚みのある生地となり防寒性が優れる。また、先述のように外側に平編みを採用しているため伸縮性に優れ、内側のパイル織りによって吸汗性が優れる。素材は綿100％で構成されたスウェットもあるが、吸汗性だけでなく速乾性を考慮してポリエステルと混紡したスウェット（ポリエステル65％、綿35％が多い）、あるいは繊維にスパンデックスを1～2％程度混紡して伸縮性をより向上させたスウェットもある。
一般的に秋から冬にかけて着用される衣料に好ましい生地ではあるが、前述のような特徴からオールシーズンで使用可能な生地でもある。そのため、運動用の衣料に使用される傾向も強い。また、真夏のように通常のスウェットでは汗をかきすぎる季節に向けて薄手の生地にしたものをサマースウェットと呼ぶ。サマースウェットは通常のスウェットよりもポリエステルと綿の混紡素材である場合が多い。

## スウェット衣料

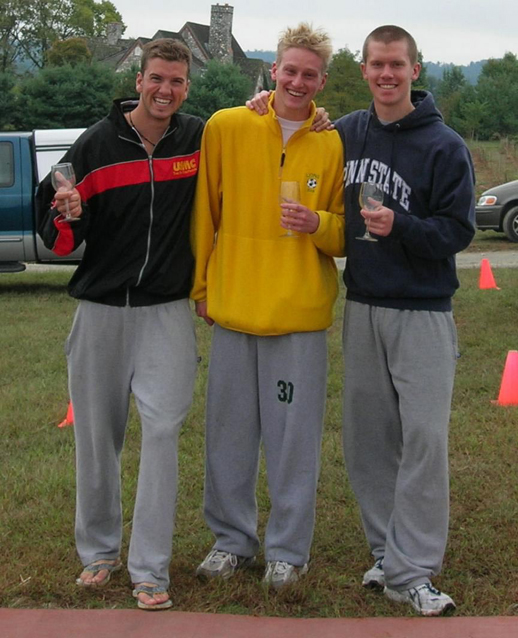
パーカーとスウェットパンツを着用する男性達。

代表的なのは、前述の通りスウェットシャツとスウェットパンツである。日本ではトレーナーとも呼ばれる。命名したのは石津謙介で、由来はスポーツジムのトレーナーが着ていたことから。スウェットシャツとスウェットパンツの組み合わせはスウェットスーツ、トレーナースーツと呼ぶ。
スウェットシャツの典型的な形は、頭からかぶって着用するプルオーバーで長袖。襟ぐり、袖口、裾がゴム編みになっている。スウェットシャツ特有のディテールとしてVガゼットというのがある。襟ぐりの延び防止や汗止めを期待して、襟の部分に三角形の別布をつける。これは必ず付けられているものではなく、コストやデザインの都合で省略されることもある。
スウェットシャツにフードをつけたものをパーカーという。これもスウェット生地を用いた代表的な衣料である。
これらの衣料は吸汗性と防寒性という長所を期待して寝間着にも用いられるほか、部屋着などリラックスして着用する場合の普段着、あるいは生地の厚さから怪我を防止する目的で軽作業用の作業着としても用いられるなど広く使われる。
上下ともに同素材の衣服を用いるファッションをセットアップと呼ぶが、スウェット衣料のセットアップは特にヒップホップ系ファッションが日本において盛況であった2000年代前半で多く採用され、一世を風靡していた。また、この影響で「PLAYBOY」や「UNIQLO」の無地スウェットセットアップを着た10代を中心とした女性も増え、彼女らをスウェット族と呼んだ。
有名なスウェット衣料に「チャンピオン」の「リバースウィーブ（英: Reverse Weave）」がある。使用するスウェット生地の方向を工夫することで洗濯縮みなどを軽減している。